# Mięso in vitro

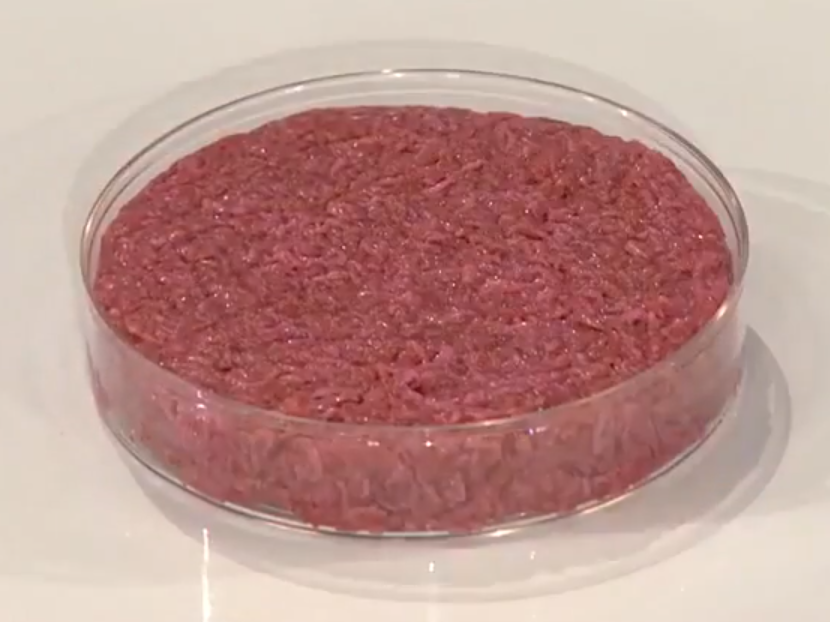
Hamburger z mięsa in vitro

Mięso in vitro (także: mięso hodowane, mięso wolne od okrucieństwa, czyste mięso, ang. clean meat) – produkt mięsa zwierzęcego, które w procesie wytworzenia nie było częścią żywego, kompletnego zwierzęcia, wyprodukowane w procedurze in vitro poza organizmami zwierząt z przeznaczeniem do konsumowania przez ludzi. Komórkowa produkcja mięsa stanowi element rolnictwa ekologicznego. Inne określenia w języku angielskim: slaughter-free meat, in vitro meat, vat-grown, lab-grown meat, cell-based meat, cultivated meat i synthetic meat.
Mięso in vitro nie powinno być mylone z imitacją mięsa, które jest żywnością wegetariańską pozyskiwaną z białek warzyw takich jak soja czy pszenica (gluten). Badania nad mięsem in vitro rozpoczęły się w 2000 roku na Uniwersytecie Zachodnio Australijskim w Perth.
W roku 2008 niektórzy naukowcy twierdzili, że technologia jest gotowa do komercjalizacji, jedyne czego potrzeba to zainteresowanie ze strony biznesu. Jednym z prekursorów działań na rzecz produkowania czystego mięsa był holenderski lekarz i psycholog Willem van Eelen (1923–2015). W lutym 2012 naukowcy z Uniwersytetu z Maastricht ogłosili, że planują wyprodukowanie kiełbasy do marca 2012 i hamburgera do września 2012 roku, a pierwszy „syntetyczny hamburger” został zaprezentowany mediom w 2013 przez Marka Posta, profesora Maastricht University. Tkanka przeznaczona do demonstracji została wyhodowana w maju 2013 roku przy użyciu 20 000 cienkich pasków hodowlanej tkanki mięsnej. Fundusz w wysokości 250 000 euro pochodził od anonimowego darczyńcy, którym później okazał się być Sergey Brin.

## Produkcja mięsa in vitro
Czyste mięso powstaje w wyniku bezbolesnego pobrania komórek z kurcząt rzeźnych. Komórki mięśniowe umieszcza się w kolagenowym szkielecie zanurzonym w roztworze odżywiającym i pobudza się je do podziałów. Zdaniem producentów czyste mięso ma wartość i smak identyczne jak mięso pochodzące z uboju zwierząt.
Z badań wynika, że produkcja czystego mięsa może okazać się dużo bardziej wydajna i przyjazna dla środowiska niż tradycyjna hodowla. Produkcja czystego mięsa zużywa o wiele mniej zasobów takich jak przestrzeń, energia i woda, generuje o wiele mniejszą emisję gazów cieplarnianych i nie budzi tylu wątpliwości natury etycznej. W związku z rosnącymi kosztami produkcji mięsa metodami konwencjonalnymi oraz rosnącą populacją ludności, mięso in vitro może być jedną z nowych technologii podtrzymujących odpowiednią podaż żywności do roku 2050.
Hodowla mięsa jest jednak obecnie bardzo droga, lecz szacuje się, że koszty produkcji będą systematycznie spadać wraz z rozwojem przemysłowego zastosowania tej metody produkcji. Potencjalnie każda zwierzęca tkanka mięśniowa może zostać wyhodowana w procesie in vitro.
W produkcję czystego mięsa zainwestował jeden z największych producentów drobiu w Europie, niemiecka Grupa PHW (2,46 mld euro obrotów rocznie). Wsparła ona działalność izraelskiego start-upa SuperMeat.
Jedną z czołowych publikacji propagujących ideę produkcji czystego mięsa jest książka Paula Shapiro pt. Clean Meat: How Growing Meat Without Animals Will Revolutionize Dinner and the World z 2018, wydana w tym samym roku w Polsce pt. Czyste mięso. Jak hodowla mięsa bez zwierząt zrewolucjonizuje twój obiad i cały świat.
Pierwszy przypadek laboratoryjnego wyhodowania mięsa w Polsce został ogłoszony w październiku 2019. Produkt (mięso kurczaka) powstał w Centrum Nauki Kopernik w Warszawie. Wykonawcą trwającego 2 miesiące eksperymentu był Stanisław Łoboziak. Potrawę sporządzoną z tak uzyskanego mięsa publicznie spożył dyrektor Centrum Robert Firmhofer.

## Firmy produkujące mięso in vitro
| Przedsiębiorstwo          | Lokalizacja                                 | Specjalizacja                                               | Założyciel                                                                          | Rok powstania |
| Alife Foods               | Lipsk, Niemcy                               | produkcja mięsa                                             | Steffen Sonnenberg, Dat Tran, Joe Natoli, Bernd Boeck                               | 2019          |
| Biftek                    | Gölbaşı, Turcja                             | pożywki dla hodowli komórkowych, produkcja mięsa (wołowiny) | Can Akcali, Erdem Erikçi                                                            | 2018          |
| BioTech Foods             | San Sebastián, Hiszpania                    | produkcja mięsa                                             | Mercedes Vila Juárez                                                                | 2017          |
| Biomimetic Solutions      | Londyn, Wielka Brytania Nova Lima, Brazylia | nanomateriały, inżynieria tkanek                            | Alana Santos Benz. Lorena Viana Souza, Aline Bruna da Silva, Roberta Ferreira Viana | 2017          |
| Bluu Biosciences          | Berlin, Niemcy                              | owoce morza i ryby                                          | Sebastian Rakers, Ines Schiller                                                     | 2020          |
| Bruno Cell                | Trydent, Włochy                             | produkcja mięsa                                             | Stefano Lattanzi                                                                    | 2019          |
| Cellular Agriculture Ltd. | Carmarthenshire, Wielka Brytania            | produkcja mięsa (wieprzowiny), bioreaktory                  | Illtud Dunsford, Marianne Ellis                                                     | 2016          |
| Core Biogenesis           | Paryż, Francja                              | pożywki dla hodowli komórkowych                             | Alexandre Reeber, Chouaib Meziadi                                                   | 2000          |
| Cubiq Foods               | Barcelona, Hiszpania                        | produkcja mięsa (tłuszczu z kurczaka)                       | Andrés Montefeltro, Raquel Revilla                                                  | 2018          |
| Cultured Blood            | Eindhoven, Holandia                         | pożywki dla hodowli komórkowych, bioreaktory                | Robert ten Hoor                                                                     | 2019          |
| Gourmey                   | Paryż, Francja                              | produkcja mięsa (foie gras)                                 | Nicolas Morin-Forest, Antoine Davydoff, Victor Sayous                               | 2019          |
| HigherSteaks              | Londyn, Wielka Brytania                     | produkcja mięsa                                             | Benjamina Bollag, Stephanie Wallis                                                  | 2018          |
| Hoxton Farms              | Londyn, Wielka Brytania                     | produkcja mięsa                                             | Max Jamilly, Ed Steele                                                              | 2020          |
| Innocent Meat             | Rostock, Niemcy                             | produkcja mięsa                                             | Laura Gertenbach, Philipp Wolters                                                   | 2018          |
| Meatable                  | Lejda, Holandia                             | produkcja mięsa (wołowina i wieprzowina)                    | Krijn de Nood, Daan Luining                                                         | 2018          |
| Mirai Foods AG            | Zurych, Szwajcaria                          | produkcja mięsa                                             | Christoph Mayr, Suman Kumar Das                                                     | 2019          |
| Mosa Meat                 | Maastricht, Holandia                        | produkcja mięsa (wołowiny)                                  | Peter Verstrate, Mark Post                                                          | 2015          |
| Multus Media              | Londyn, Wielka Brytania                     | pożywki dla hodowli komórkowych                             | Kevin Pan                                                                           | 2019          |
| Peace of Meat             | Antwerpia, Belgia                           | produkcja mięsa (foie gras, tłuszcze)                       | Dirk von Heinrichshorst, David Brandes, Eva Sommer                                  | 2019          |
| Planetary Foods           | Berlin, Niemcy                              | owoce morza                                                 | Ines Schiller, Else Wagener                                                         | 2019          |

Do końca 2023 roku nad produkcją mięsa komórkowego pracowały co najmniej 174 firmy.